# Robinho (político)
Carlos Robson Rodrigues Da Silva (Nanuque), também conhecido como Robinho, é um político brasileiro, filiado ao UNIÃO. Nas eleições de 2022, foi eleito deputado estadual pela BA.